# Robotaxi

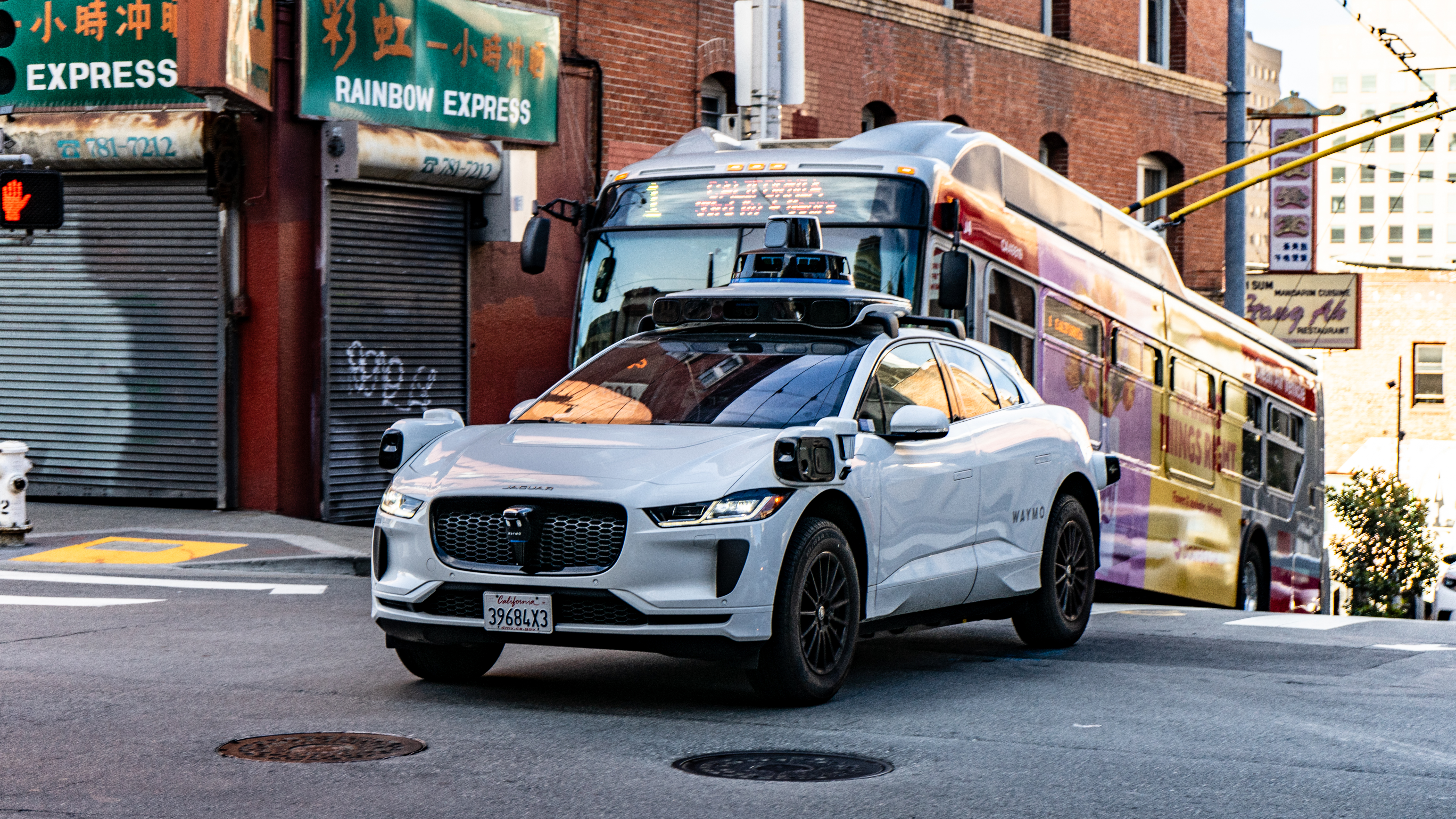
Fahrerloses Waymo Taxi in San Francisco

Ein Robotaxi ist ein Taxi, das ohne Fahrer eigenständig fahren kann. Die ersten Robotaxis fuhren seit 2017 im Testbetrieb in Phoenix, USA. Seit 2023 fahren sie in den USA im kommerziellen Betrieb (siehe Waymo) und seit 2024 auch in mehr als 30 Städten in China.
Ein Robotaxi gehört zum autonomen Fahren und ist ein Selbstfahrendes Kraftfahrzeug.
Fast immer werden Elektroautos als Robotaxis eingesetzt. So arbeitet beispielsweise seit dem Jahr 2023 die Flotte von Waymo vorerst komplett mit dem vollelektrischen Jaguar I-Pace.

## Geschichte
Im Herbst 2017 führte Waymo die ersten selbstfahrenden Fahrzeuge ein, die vollständig ohne menschliche Überwachung auskamen. Bisher musste zur Sicherheit immer ein Mensch auf dem Fahrersitz verfügbar sein, um im Notfall das Steuer übernehmen zu können. In der neuen Generation der Waymo-Fahrzeuge und nach genügenden unfallfrei gefahrenen Kilometern war dies zu diesem Zeitpunkt dann nicht mehr notwendig. Der Fahrersitz blieb unbesetzt. Allerdings wurden die Fahrzeuge zu diesem Zeitpunkt nur in einem dünn besiedelten Vorort von Phoenix eingesetzt, der bezüglich der Komplexität des Verkehrsgeschehens eher geringe Anforderungen an das Auto stellte.
Cruise (General Motors) wurde im Oktober 2020 vom California Department of Motor Vehicles eine Genehmigung für die Erprobung vollständig autonomer Fahrzeuge auf öffentlichen Straßen erteilt. Cruise begann im Dezember 2020 mit der Erprobung von selbstfahrenden Autos ohne einen menschlichen Sicherheitsfahrer auf den Straßen von San Francisco.
Im August 2023 wurde Cruise und Waymo die Genehmigung erteilt, im Stadtgebiet von San Francisco uneingeschränkt autonome Taxifahrten ohne begleitenden Fahrer anzubieten. Nach zwei Unfällen mit Fußgängern darf Cruise vorerst keine autonom fahrenden Autos mehr auf die Straßen von San Francisco lassen. Die kalifornische Verkehrsbehörde setzte am 24. Oktober 2023 die entsprechende Erlaubnis mit der Begründung unbefristet aus, die Fahrzeuge seien nach Einschätzung der Behörde nicht sicher genug. Tests mit Sicherheitsfahrern am Steuer seien nicht betroffen.
Im November 2023 berichtete die FAZ, dass nach den Vorfällen der Mutterkonzern General Motors auch die Produktion einer zukünftigen Fahrzeug-Generation ohne Lenkrad und Pedale aussetze. Nach der Fertigung von Vorserien-Fahrzeugen werde die Produktion der Fahrzeuge mit dem Namen „Origin“ vorläufig gestoppt.
Im Jahr 2024 hatten mehr als 30 Städte in China Lizenzen für Robotaxis vergeben. Die Taxis kommen teilweise mit Sicherheitsfahrer. Bei manchen Taxis gibt es keinen Fahrer mehr. Die Robotaxis fahren rund um die Uhr. Anbieter sind z. B. der Techriese Baidu, das chinesische Pendant zu Google. 
Im Oktober 2024 fand die Enthüllung eines Robotaxis von Tesla, dem Tesla Cybercab, statt. Elon Musk stellte das Cybercab auf einer Tesla-Veranstaltung am 10. Oktober 2024 in den Warner Bros. Studios Burbank in Kalifornien vor, wo 20 Cybercabs autonom über das Studiogelände fuhren und Fahrten für die Teilnehmer der Veranstaltung anboten. Tesla führte auf der Veranstaltung auch einen einzelnen Konzeptprototyp des Robovan, einem Van, der Berichten zufolge bis zu 20 Passagiere aufnehmen kann, vor. Die Produktion des Autos wurde für 2026 angekündigt, wobei Elon Musk in Anspielung auf vorherige Verzögerungen bei Tesla-Produkten zugab; „manchmal etwas optimistisch in meinen Prognosen“ zu sein. Der endgültige Name des Fahrzeugs bleibt unklar, da Tesla während der Veranstaltung sowohl „Robotaxi“ als auch „Cybercab“ für die Fahrzeuge verwendete. Im Juni 2025 startete Tesla seinen Robotaxidienst in Austin (USA) mit weitgehend normalen Model Y und einer Begleitperson auf dem Beifahrersitz.
In Europa sind die Fahrzeugbauer bisher zurückhaltender, die deutschen Hersteller Mercedes und Volkswagen sind aber ebenfalls in der Entwicklung vollautonomer Fahrzeuge aktiv. Der Volkswagen-Konzern setzt dabei auf seine Tochter Moia, die seit 2016 ein Ridepooling-Angebot betreibt. Hierzu wurde der autonom fahrende VW ID. Buzz AD entwickelt, der ab 2026 in Hamburg auf SAE-Stufe 4 in den Regelbetrieb gehen soll (also mit einer Person auf dem Fahrersitz, die jederzeit eingreifen kann). Mercedes-Benz erprobt derzeit in Peking automatisiertes Fahren, ebenfalls nach SAE-Stufe 4.
2026 plant der amerikanische Anbieter Lyft (Free Now) zusammen mit dem chinesischen Konzern Baidu (Apollo Go) Robotaxis in Deutschland und im Vereinigten Königreich anzubieten.

## Automatisierungsgrad
Mittlerweile ist voll autonomes Fahren möglich (Stufe 5). Die Entwicklung dorthin wurde in die Stufen 0 bis 5 eingeteilt.
Die Stufe 0 bedeutet, dass keine Automatisierung vorliegt. In Stufe 1 und 2 werden Fahrerassistenzsysteme eingesetzt.
Ab Stufe 3 kann der Fahrer die Kontrolle zeitweise an das Fahrzeug übergeben. Bei Stufe 5 ist dann kein Fahrer im Fahrzeug mehr notwendig. Lenkrad, Bremspedal und Gaspedal sind nicht mehr notwendig.

## Kosten
Da die Kosten für den Taxifahrer entfallen und zudem ein Robotaxi fast rund um die Uhr eingesetzt werden kann, können die Kosten für solche Robotaxifahrten günstiger als bisherige Taxifahrten sein. Tesla hatte angekündigt, dass sein Robotaxi Tesla Cybercab etwa 25.000 USD in der Anschaffung kosten wird. Der Endpreis pro Meile soll einschließlich Steuern bei 30–40 Cent liegen, und damit günstiger als eine Busfahrt sein. Allerdings handelt es sich ausschließlich um Prognosen. Derzeit (Stand Ende 2024) kosten Fahrten in einem Robotaxi von Waymo durchschnittlich mehr als Fahrten mit Uber oder Lyft, die Fahrer einsetzen. Vor allem liegt das an den enorm hohen Kosten der Waymo-Robotaxis aufgrund von Lidar und Radar und der Einzelanfertigung, wohingegen Tesla Serienmodelle verwendet, die nur mit (den viel günstigeren) Kameras arbeiten (Vision only). Der Startpreis des Tesladienstes in Austin lag bei einer Flatrate von 4,20 Dollar pro Fahrt.  
In einigen Studien wurde die Hypothese aufgestellt, dass Robotaxis eine sehr schnelle Verbreitung ähnlich der E-Scooter finden könnten. Menschen würden häufiger das private Fahrzeug stehen lassen und Robotaxis nutzen, weil die Kosten geringer sein könnten und es praktikabler ist, u. a. weil die Parkplatzsuche in Ballungszentren entfällt, weil es bequemer ist, gefahren zu werden statt selbst zu fahren, weil das eigene Auto geschont wird.

## Vorteile
- Robotaxis fahren deutlich sicherer. Analysen von 34 Millionen Meilen autonomer Taxis in den US-Metropolen San Francisco und Phoenix belegen dies: Es gab 83 Prozent weniger Unfälle mit Airbag-Auslösung, 81 Prozent weniger Unfälle mit Körperverletzungen, und 64 Prozent weniger Unfälle, die bei der Polizei gemeldet wurden.[22]
- Die Luftverschmutzung würde laut Studien stark abnehmen, da fast alle Robotaxis Elektroautos sind.
- Zudem werden Verkehrsstaus abnehmen und die Parkplatzprobleme in Ballungsproblemen reduziert.[23][24][25][26][27]
- Ebenfalls wird der Energieverbrauch deutlich sinken, da die Größe des Fahrzeugs nur noch für die jeweilige Fahrt angemessen sein muss, also es beispielsweise kaum noch SUVs mit nur noch einer Person im Auto geben wird.[28]
- Menschen können während der Fahrt zum Beispiel arbeiten, weitere Strecken pendeln oder schlafen.[29]

## Nachteile
- Die Umwelt könnte mehr belastet werden: Das autonome Fahren ist bequem und so könnte es häufiger als das private Auto genutzt werden. Oder Menschen könnten vom ÖPNV, der ähnliche Vorteile bietet, aber keine Punkt-zu-Punkt-Reisekette oder Intimität anbieten kann, aufs Robotaxi umsteigen.[29]
- Das Fahrzeug ist in der Regel teurer (mit Ausnahme von Tesla, die weitgehend Serienmodelle einsetzen und auf teure Ortungsgeräte wie Lidar und Radar verzichten).

## Auswirkungen auf die klassische Autoindustrie
Studien gehen davon aus, dass sich Robotaxis eine disruptive Technologie sind, sich sehr schnell durchsetzen und weit verbreiten werden. Diese Entwicklung wird hauptsächlich nicht aus der klassischen Autoindustrie, sondern von Technikkonzernen wie beispielsweise Google, Baidu und Tesla vorangetrieben. Die Robotaxis werden meist nicht in privater Hand sein, sondern von Fahrangeboten wie Uber, Lyft, Waymo, Carsharern genutzt und vermietet werden. Vier Gründe sprächen für die schnelle Durchsetzung von Robotaxis im Verkehr: Bezahlbarkeit, Akzeptanz, Sicherheit und Nachhaltigkeit. Insbesondere die sehr geringen Kosten würden zu einer sehr schnellen Durchsetzung führen. 
Nach Umfragen sind 65 Prozent der Befragten in Deutschland für eine sofortige Zulassung von Robotaxis. In den USA liegt dieser Wert bei 75 Prozent, in China bei 97 Prozent. Gründe, die Gegner einer sofortigen Zulassung nennen, sind Sicherheitsbedenken. Dabei sind Robotaxen heute schon deutlich sicherer als ein menschlicher Fahrer. 
Heute schon besitzen europäische Fahrzeughersteller Überkapazitäten bei der Fahrzeugproduktion. Dies könnte sich durch Robotaxen deutlich erhöhen und bei den Autoherstellern zu Übernahmen und Insolvenzen kommen.